# Portul Tomis
Portul Tomis este portul turistic și de pescuit al Constanței, aflat în centrul istoric al orașului. 
Portul a fost construit în 1958 în fostul Golf al Delfinilor. Bazinul portuar a fost realizat prin închiderea golfului cu două diguri: cel nordic, în formă de Y, cu o lungime inițială de 400 m, a fost prelungit în anul 2007 cu încă o porțiune de 200 m; cel estic pornește din faleza Cazinoului, pe o lungime de 500 m. Trei dintre cele patru laturi ale sale (cele estică, sudică și vestică) au fost prevăzute cu cheuri. Adâncimile sunt de doar 0,50 m în partea sud-vestică a bazinului și de 3 m în zona nord-estică. În anii 2008-2010, au fost realizate o serie de investiții pentru a permite creșterea traficului anual și a frecventării turistice, rezultatele venind, dar mai încet decât se scontase. Oricum, față de anii 1980 portul prezintă mari facilități și arată mult mai bine.

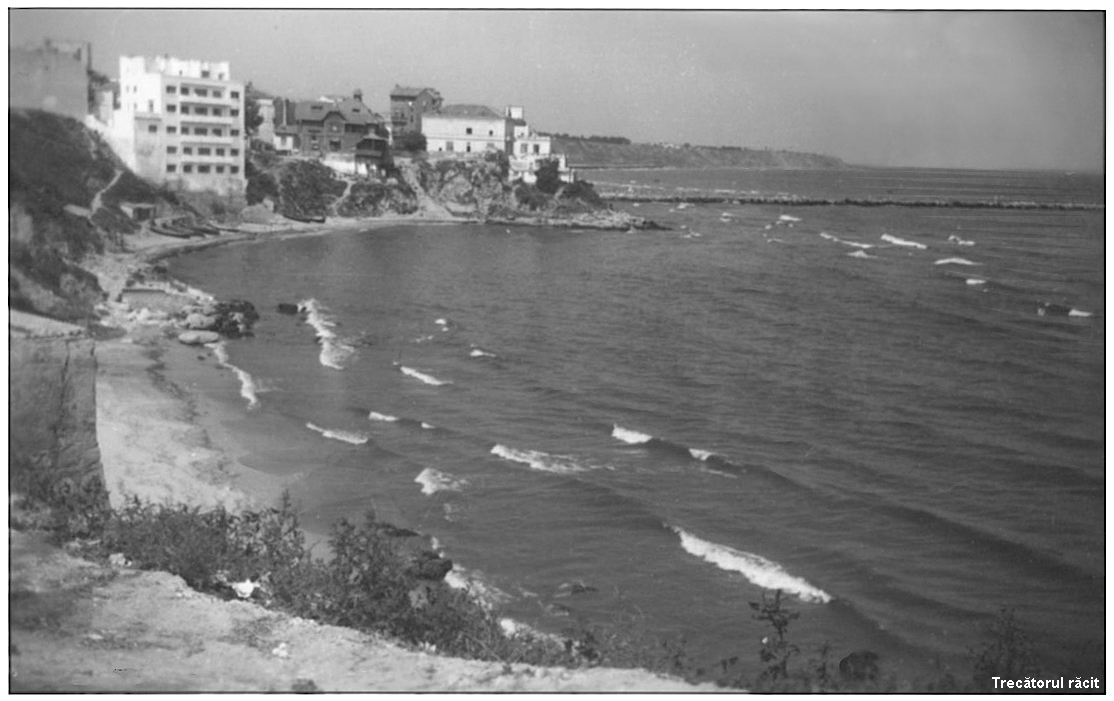
Golful Delfinilor - actualul port Tomis.
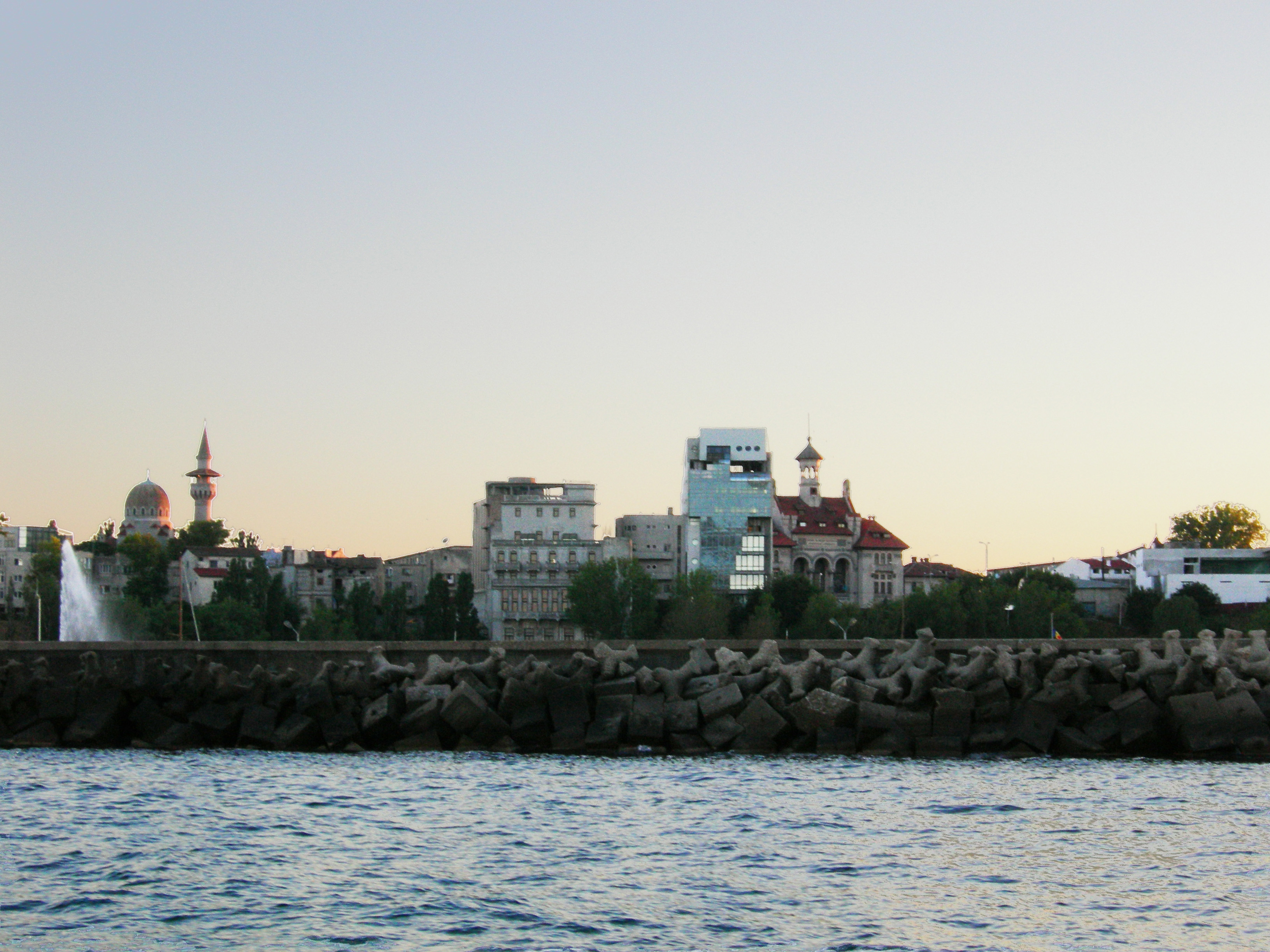
Portul Tomis din Constanța.
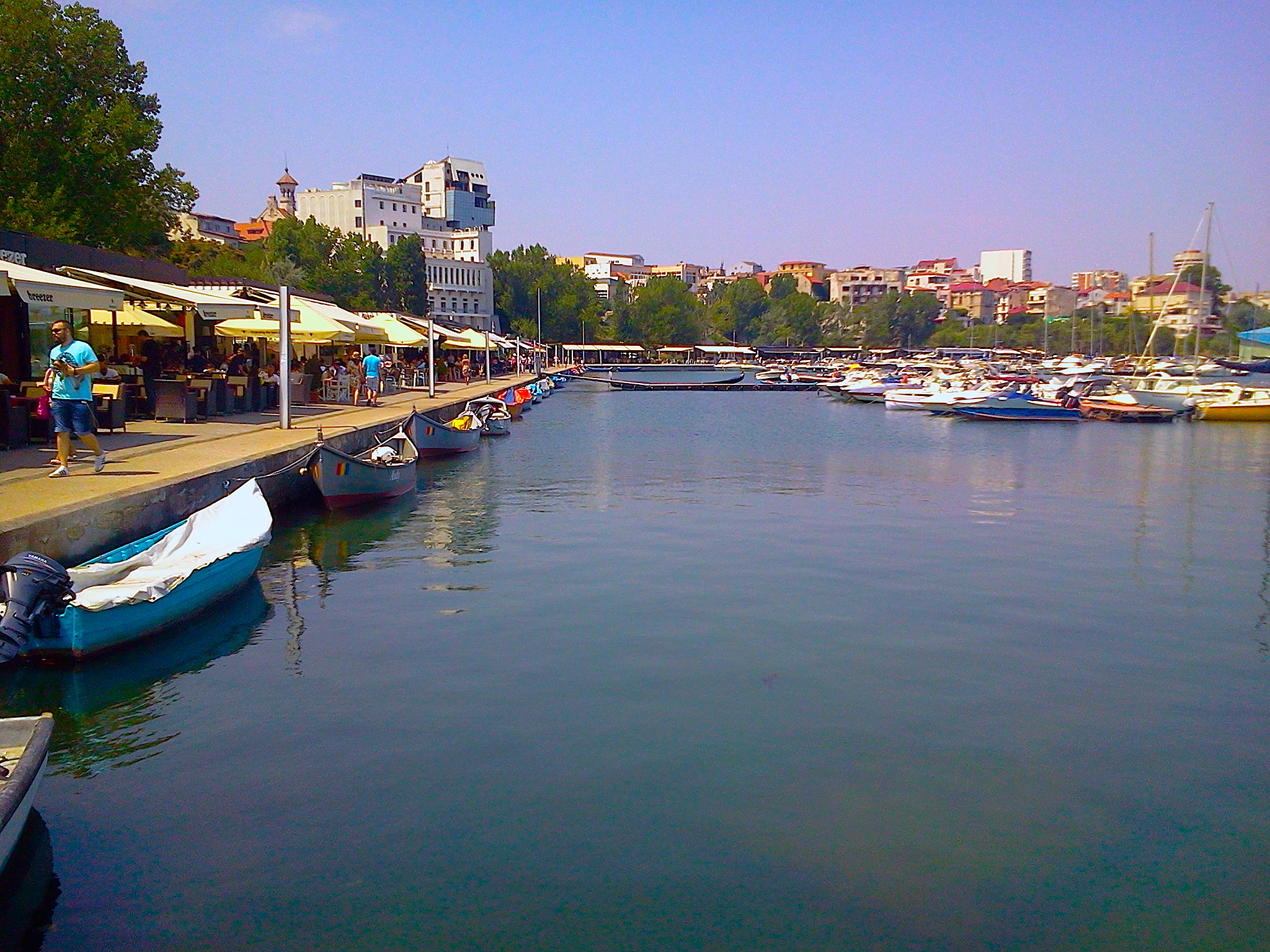
Vedere din portul Tomis.
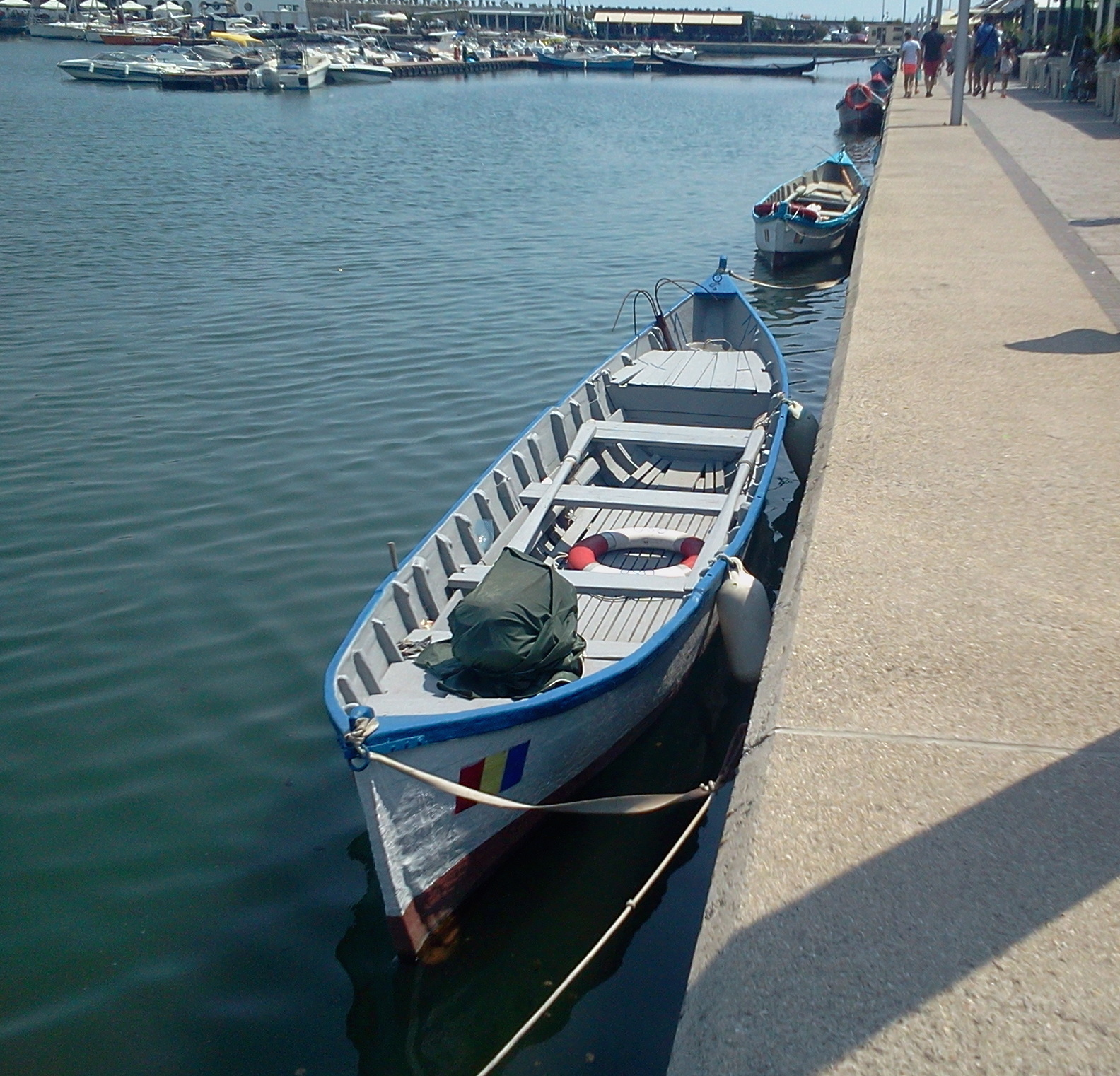
Portul Tomis, lotci de pescuit.
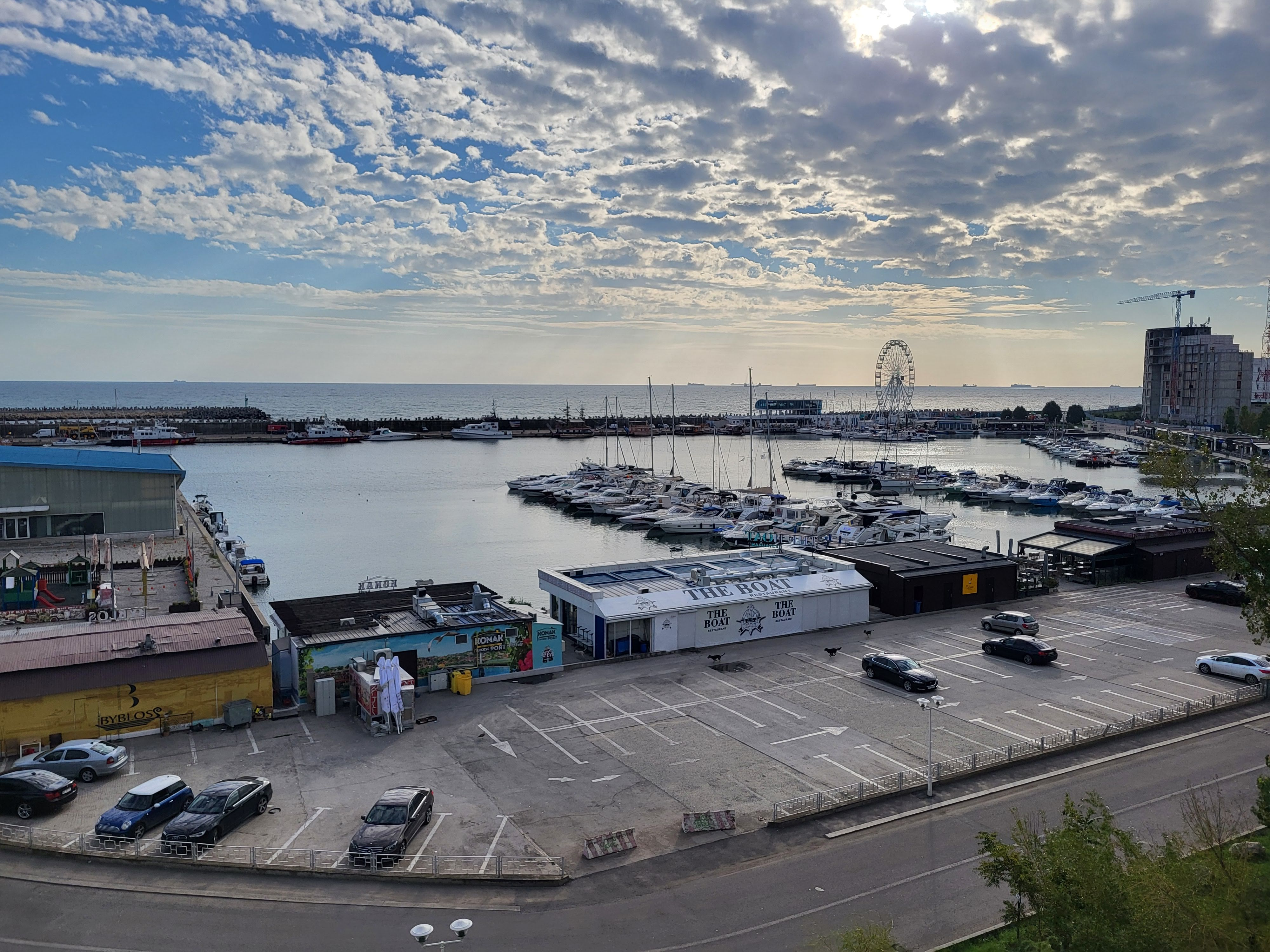
Vedere portul Tomis
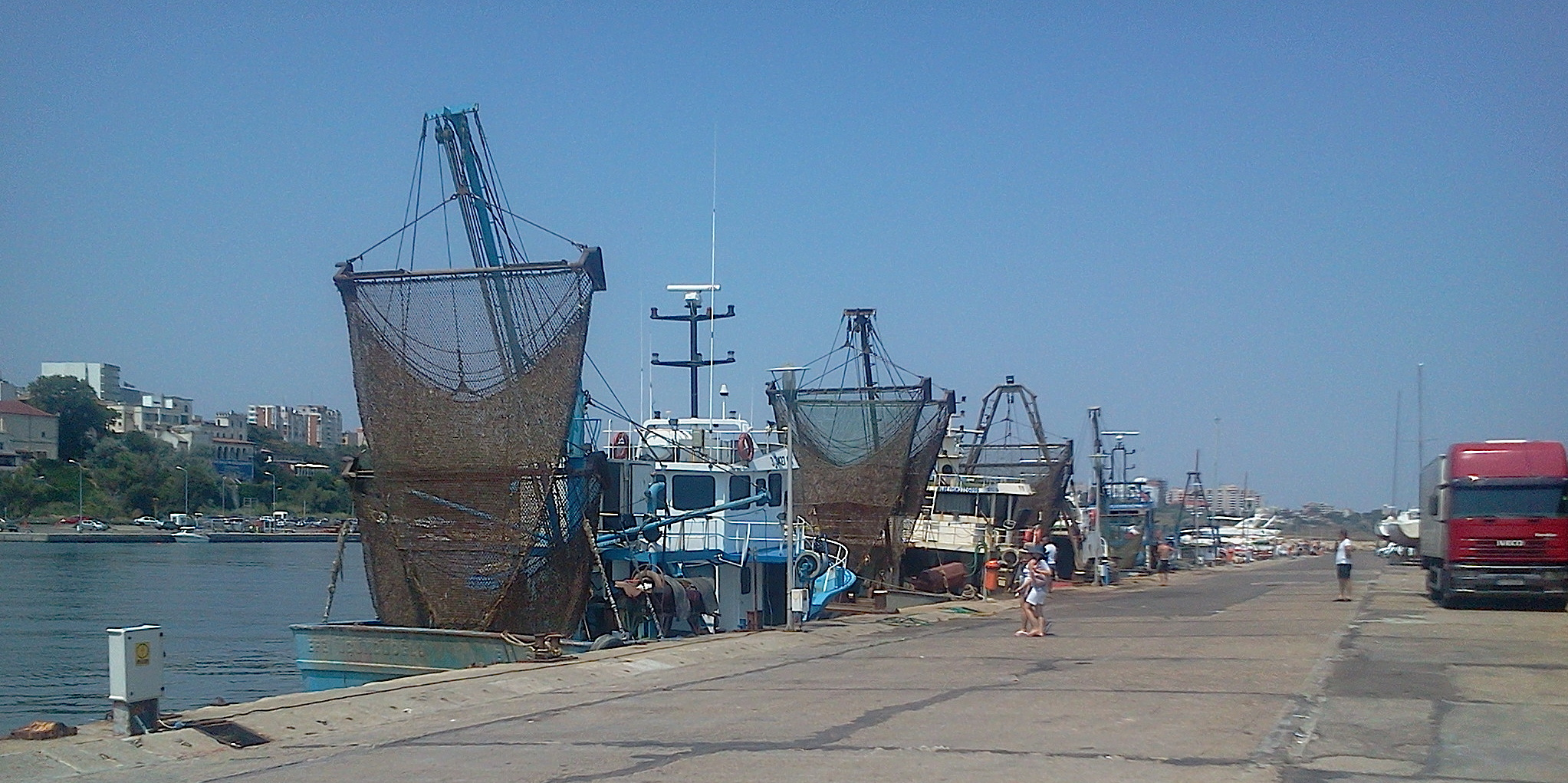
Traulere de pescuit din portul Tomis.